# Капетанидис, Никос
Ни́кос (Нико́лаос) Капетани́дис (греч. Νίκος (Νικόλαος) Καπετανίδης, англ. Nikos (Nikolaos) Kapetanidis; 1889, Ризунда, Османская империя — 21 сентября 1921, Амасия, Османская империя) — греческий журналист и газетный издатель, одна из самых заметных фигур Понта. Был повешен кемалистами, представителями турецкого национального движения, главным идеологом которого был Мустафа Кемаль (позже — Ататюрк).

## Биография
Николаос Капетанидис родился в 1889 году в городе Ризунда (тур. Ризе), входившем тогда в состав Османской империи (современная Турция). Учился в Трапезундском Фронтистирионе, влиятельнейшем центре греческого образования в Понте, после окончания которого стал одним из самых известных журналистов и активных представителей местной греческой прессы.
Издавал свою собственную газету «Εποχή» («Эпоха»).
Занимался вопросами образования, поддерживая использование народной просторечной формы греческого языка (димотики) в местных школах. Более того, Капетанидис настаивал на том, что образование не должно находиться под контролем религиозных властей, в частности Вселенского патриархата Константинополя.
Повешен кемалистами в Амасие в сентябре 1921 года во время геноцида понтийских греков, являющегося частью более широкого геноцида греков Малой Азии, инициированного правительством Османской империи.
Среди других известных деятелей местной греческой общины, казнённых в Амасие в ходе реализации политики массового уничтожения, развязанной турецким национальным движением Кемаля, был также политик и предприниматель, член османского парламента Матфеос Кофидис (1855—1921).

## Память
В мае 2017 года в афинском районе Маруси был установлен бюст Никосу Капетанидису работы скульптора Гагика Алтуняна.